# Yola darfurensis
Yola darfurensis är en skalbaggsart som beskrevs av J. Balfour-browne 1947. Yola darfurensis ingår i släktet Yola och familjen dykare. Inga underarter finns listade i Catalogue of Life.